# Leviathan (DC Comics)
Leviatán es una organización criminal ficticia en DC Comics, que luego se reveló como un cisma de la Liga de Asesinos bajo el liderazgo de Talia al Ghul, la hija de Ra's al Ghul.
La organización aparece en una forma diferente en el final de la cuarta temporada y la quinta temporada de Supergirl.

## Historial de publicaciones
Leviatán se introdujo en Batman: The Return (enero de 2011) y fue creado por Grant Morrison y David Finch.

## Historia del equipo

### Primera encarnación
Leviatán es una organización fundada por Talia al Ghul; a la salida de la Liga de Asesinos, su padre Ra's al Ghul. La liturgia de Leviatán es firmemente anticapitalista y busca desmantelar la sociedad e imponerse como líderes de una nueva forma.
Leviatán se dio a conocer por primera vez a los héroes de la Tierra como un grupo terrorista que secuestró al hijo de un jeque yemení. Sin embargo, Batman descubrió que Leviatán estaba trabajando con el jeque y planeaba atacar el mundo con niños controlados por la mente y metahumanos modificados.
Batman inmediatamente conectó a la organización con una visión apocalíptica que había recibido al regresar de entre los muertos, y posicionó a su organización Batman Incorporated para oponerse a ellos. Después de algunos movimientos, Leviatán pareció formarse detrás del Doctor Dedalus, un maestro nazi encarcelado en las Islas Malvinas, con una vida útil prevista de meses debido a la enfermedad de Alzheimer. A raíz de la fuga de Dedalus, una investigación posterior mostró que un rastro de papel mostraba un flujo de niños soldados desde los campos de entrenamiento en la República Centroafricana de Mtamba a lugares de todo el mundo, para que Leviatán lo utilizara en su campaña.
En la lucha de Batman Inc. contra el plan maestro del Doctor Dedalus, atacaron y golpearon lugares vacíos, que en realidad eran trampas preparadas previamente por Leviatán . Al recuperarse, se dieron cuenta de que Dedalus era una finta, diseñada para hacer que mostraran su mano en la víspera de la guerra. A través de un teléfono, la líder de Leviatán , Talia al Ghul, habló desde su nueva sede frente al cine en Crime Alley. Talia declaró que el objetivo de Leviatán era la guerra con los seguidores de Batman y la destrucción de la civilización.
Talia tomó el control de la Liga de Asesinos y agregó sus agentes al plan. El plan comenzó sembrando productos químicos de control mental en el suministro de alimentos de Gotham a través de la cadena de comida rápida "Dark Tower", mientras tomaba el control del Sindicato Hermanos Grimm, que controlaba el club en el lado oeste de Gotham. Usando una combinación de agentes en el sistema escolar, la policía y el servicio civil, Leviatán trabajó para controlar a los niños de Gotham.
Talia pronto le dice a Batman que su creación de Leviatán ha sido por despecho. Como venganza por negarle su amor y su inquebrantable dedicación a su cruzada por la justicia, Talia creó a Leviatán como una antítesis expresada de Batman Incorporated. El Hereje finalmente se muestra como el "Leviatán" homónimo de la organización; el "Tercer Batman" que está profetizado para enviar a Gotham al caos y destruirlo. Sin embargo, el Hereje continuamente le falla a Talia y demuestra ser tan desafiante como su plantilla genética, el entonces fallecido Damian Wayne. Después de matar al Hereje, Talia intenta activar un "anillo de la muerte" en todo el planeta, establecido por agentes mundiales de Leviatán . Batman Inc. desactiva el arma, y Talia es asesinada por Kathy Kane. Su líder muerto, la agencia de inteligencia conocida como Spyral (otra organización con la que estuvo involucrado el doctor Dedalus) se hizo cargo de los recursos de Leviatán y la organización presumiblemente colapsó a raíz de su derrota.
Al regresar de entre los muertos, Talia ordenó a su asesino más confiable que matara a uno de los secuaces de Leviatán , quien tenía la intención de revelar la existencia de la organización a las autoridades estadounidenses. La confianza dentro de la red criminal se hizo añicos y cuando Talia murió y luego resucitó, fue expulsada de su posición como líder de Leviatán . La organización luego se dividió en varias facciones, guiada por líderes competidores.
Talia es llevada a un Lazarus Pit en Khadym por aquellos leales a ella y resucita de entre los muertos.

### Segunda encarnación
Otra encarnación de Leviatán apareció en las páginas de "Evento Leviatán ". Leviatán incluso se ha hecho cargo del Proyecto Cadmus como descubrió Batgirl.

## Miembros
Ver: Miembros de Leviathan
- Leviatán  - Nuevo jefe de Leviatán .[6]
- Talia al Ghul -  Exjefa de Leviatán .[8][9]
- Profesor Pyg - Lazlo Valentin al principio parece estar trabajando para Simon Hurt, pero luego se revela que en realidad está trabajando para Talia al Ghul.[10] Está encarcelado en Arkham Asylum después de ser capturado por Batman (Dick Grayson) y Robin (Damian Wayne) en el primer volumen de Batman y Robin.
- The Heretic (Fatherless) - agente misterioso de Leviatán con un disfraz de murciélago.[11] El Hereje es un clon de Damian Wayne, visto por primera vez como un feto en el primer volumen de Batman y Robin, cuyo crecimiento se ha acelerado hasta la edad adulta a través de un cadáver de ballena bio-diseñado.[12] Después de matar a Damian Wayne, el Hereje es derrotado (pero no asesinado) por Batman cuando lo atraviesan con una espada.[13] Luego termina cuando Talia al Ghul lo mata y explota su cuerpo junto con Wayne Tower.[14]
- Hijo de Pyg - Hijo del profesor Pyg. Nombre real Janosz Valentin, también conocido como Johnny Valentine.[15] Más tarde derrotado por Batgirl (Stephanie Brown) durante un complot para convertir a un grupo de adolescentes mercenarios en formación en agentes de Leviatán .[16]
- Dr. Dedalus (Otto Netz) - Excientífico nazi y agente de Leviatán y el padre biológico de Kathy Kane, la Batwoman original. Más tarde asesinado por el nuevo Robin con un cuchillo oculto.[16]
- Goatboy - taxista criado en Gotham City convertido en asesino a la luz de la recompensa de mil millones de dólares de Talia por Damian.[17] Más tarde asesinado por Lumina Lux.[18]
- Silencer - Honor Guest fue un asesino en Leviatán pero renunció.[19]
- Quietus - un jefe de Leviatán .
- Wishbone - corrió la división mágica de Leviathan.[20]
- Gunn - un subjefe de Leviatán . Lo matan mientras lucha contra Quietus y Silencer en Khadym.[20]
- Jonah 9 - Un jefe de Leviatán .
- Rutger Orestes - un secuaz de Leviatán que fue asesinado.[21]

## En otros medios

### Televisión
Leviatán aparece en Supergirl. Sus miembros conocidos son Rama Khan, Gamemnae, una anciana llamada Margo (interpretada por Patti Allan) y un anciano sin nombre (interpretado por Duncan Fraser). Como se reveló en el episodio final de la cuarta temporada, titulado "Quest for Peace", son responsables de emplear a Eve Teschmacher y manipular a Lex Luthor. Después de la derrota de Lex Luthor, una Eva disfrazada está en la parada del autobús cuando Margo se acerca a ella. Ella le informa a Eve que hay muchos agentes de Leviatán y que el trabajo de Eva con ellos no se hace porque Leviatán siempre la encontraría. Margo termina la discusión citando "Leviatán está en todas partes y Leviathan está llegando". En el episodio "In Plain Sight", Leviatán envía Breathtaker para asesinar a Elena Torres. Este plan fue frustrado por Supergirl y Breathtaker queda bajo custodia de DEO. William Dey estaba investigando una organización con la que sospecha que Andrea Rojas está conectada. En el episodio "Enlaces peligrosos", Breathtaker fue interrogada sobre para quién trabaja. Leviatán luego envía su operativo "Rip Roar" para causar una erupción de géiser en el norte lo suficientemente grande como para inundar todas las ciudades costeras. Esta trama es nuevamente frustrada por Supergirl con la ayuda de Martian Manhunter. Se mencionó que la armadura de Rip Roar evita que Martian Manhunter escanee su mente, mientras que William Dey se sorprende al saber que Rip Roar es en realidad su viejo amigo Russel Rogers, que se presume que estaba muerto. La conexión de Andrea con Leviatán se revela cuando Margo aparece en su limusina y le informa sobre el destino de Rip Roar. En el episodio "Mujeres de confianza", un flashback revela que el representante masculino persuadió a Andrea para que tomara el medallón Acrata y Margo la usó posteriormente para matar al gobernador Harper. En el presente, Acrata logra liberar a Rip Roar con la ayuda de dos agentes poseídos por Aurafacian. Cuando Rip Roar es abofeteado en el aeropuerto después de cumplir su propósito, el representante masculino afirma que Leviatán todavía tiene algún uso para ella. También le informa a Andrea que sus habilidades de Acrata provienen de la oscuridad dentro de ella en lugar del medallón que ahora está en la posesión de Lena Luthor. El episodio "Temblores" reveló que Rama Khan y Gememnae vinieron del planeta hermano de Krypton, Jarhanpur, durante la Era de los Dinosaurios. Cuando Margo no puede reclamar el medallón, Rama Khan toma el asunto en sus propias manos. Su plan consistía en aprovechar la fuerza vital de Acrata para que se formara un supervolcán. Después de que la trama falló, Gamemnae se hace cargo de la posición de Rama Khan. Tras el cruce de Crisis on Infinite Earths, Gamemnae lleva a cabo su plan haciéndose pasar por miembro de la junta directiva de Obsidian Tech llamada Gemma Cooper.

### Película
- The Heretic aparece como un antagonista secundario en Batman: Bad Blood, con la voz de Travis Willingham.
- Leviathan aparece en Catwoman: Hunted, dirigida en secreto por Talia al Ghul, con Cheetah como figura decorativa, y compuesta por Tobias Whale, Sr. Yakuza, Dr. Tzin Zaho Tzin, La Dama, Moxie Mannheim y Máscara Negra. Esta versión del grupo es un sindicato del crimen global con vínculos con los cárteles japoneses, chinos y centroamericanos, así como con Intergang.